# Цилия
Цилия (фр. Zilia, корс. Ziglia) — коммуна во Франции, находится в регионе Корсика. Департамент коммуны — Верхняя Корсика. Входит в состав кантона Кальви. Округ коммуны — Кальви.
Код INSEE коммуны — 2B361.

## Население
Население коммуны на 2008 год составляло 240 человек.
| 1962 | 1968 | 1975 | 1982 | 1990 | 1999 | 2008 |
| ---- | ---- | ---- | ---- | ---- | ---- | ---- |
| 302  | 311  | 253  | 237  | 179  | 212  | 240  |

## Экономика
В 2007 году среди 119 человек в трудоспособном возрасте (15—64 лет) 66 были экономически активными, 53 — неактивными (показатель активности — 55,5 %, в 1999 году было 56,3 %). Из 66 активных работали 55 человек (33 мужчины и 22 женщины), безработных было 11 (5 мужчин и 6 женщин). Среди 53 неактивных 6 человек были учениками или студентами, 20 — пенсионерами, 27 были неактивными по другим причинам.